# Un'ora con... (Shalpy)
Un'ora con...  è una raccolta del cantante Shalpy pubblicata nel 2012 dalla RCA.

## Tracce
1. Rocking Rolling
2. Cigarettes and Coffee
3. L'io e l'es
4. Numero 106
5. Commandos
6. Cry (La voce dentro)
7. Mi manchi tu
8. Da bambino
9. Paranoia
10. Il grande fiume
11. Hallò Hallò
12. A... Amare
13. No East No West
14. Pregherei